# Asasp
Pour les articles homonymes, voir Asasp.
Asasp est une ancienne commune française du département des Pyrénées-Atlantiques. Le 1er janvier 1973 (arrêté préfectoral du 29 décembre 1972), la commune absorbe par Arros-d'Oloron pour former la nouvelle commune d'Asasp-Arros.

## Géographie
Le village fait partie du piémont oloronais.

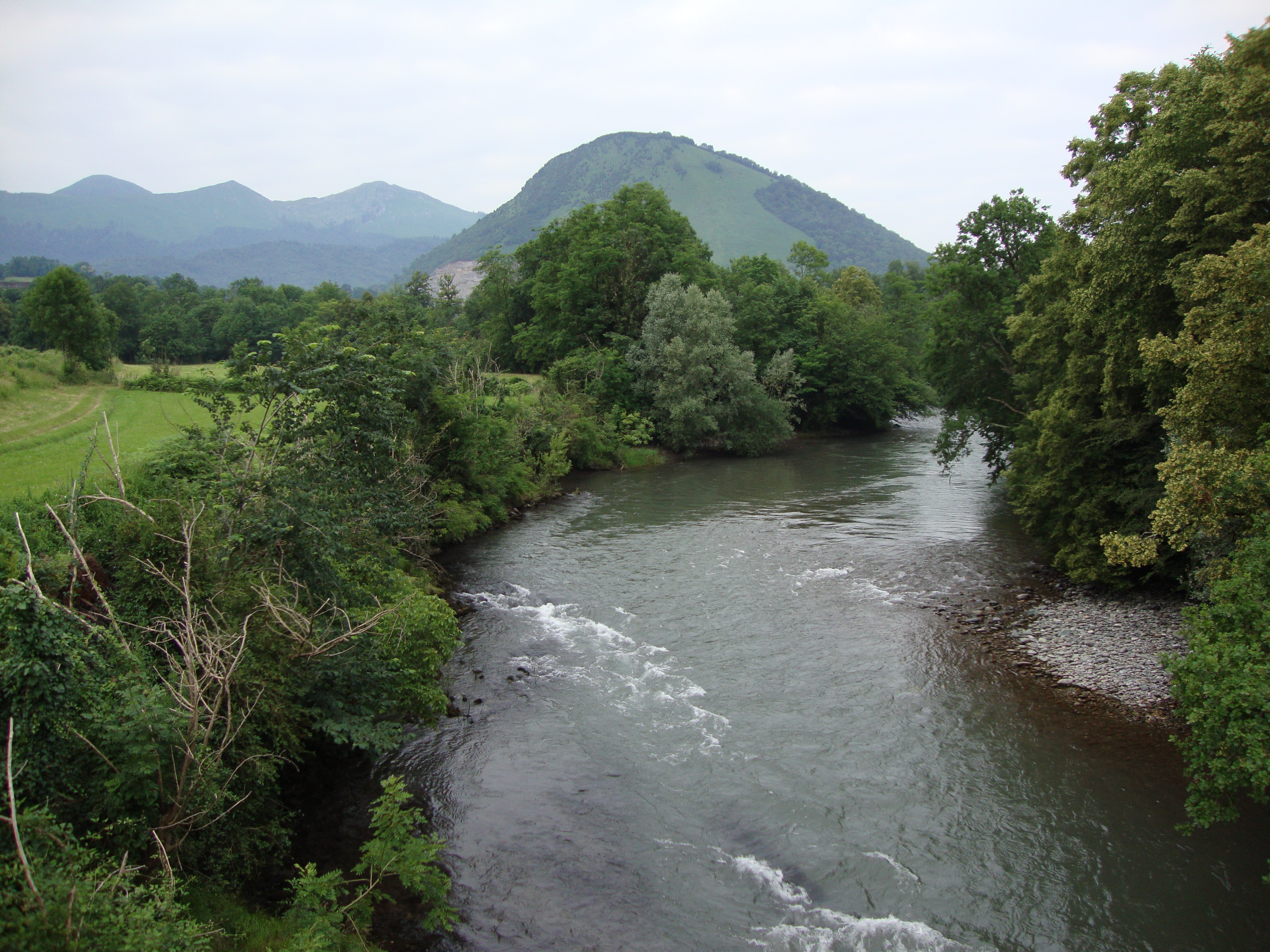
Le gave d'Aspe à Asasp

## Toponymie
Le toponyme Asasp apparaît sous les formes 
Asap (1364, fors de Béarn) et 
Azasp (1375, contrats de Luntz).
Son nom béarnais est également Asasp.
Attay, Caup et Hourcq désignaient en 1863 des landes d’Asasp.
La Courtie était un écart d’Asasp cité par le dictionnaire de 1863.
Croues, autre lande d’Asasp, apparaît dans le terrier d’Asasp, en 1778, sous  la graphie Couroues.
Le Lagnos est un bois d’Asasp, qu’en 1538, la réformation de Béarn notait Lo Lanhos.
Monlong est référencé en 1863 comme une lande d’Asasp, tout comme Tachouas.

## Histoire
En 1385, la commune dépendait du bailliage d'Oloron. 

## Démographie
Paul Raymond note qu'en 1385 Asasp comptait 17 feux.
| 1793 | 1800 | 1806 | 1821 | 1831 | 1836 | 1841 | 1846 | 1851 |
| ---- | ---- | ---- | ---- | ---- | ---- | ---- | ---- | ---- |
| 602  | 517  | 611  | 563  | 713  | 751  | 766  | 718  | 741  |

| 1856 | 1861 | 1866 | 1872 | 1876 | 1881 | 1886 | 1891 | 1896 |
| ---- | ---- | ---- | ---- | ---- | ---- | ---- | ---- | ---- |
| 642  | 649  | 619  | 583  | 543  | 513  | 502  | 491  | 495  |

| 1901 | 1906 | 1911 | 1921 | 1926 | 1931 | 1936 | 1946 | 1954 |
| ---- | ---- | ---- | ---- | ---- | ---- | ---- | ---- | ---- |
| 465  | 511  | 560  | 489  | 438  | 482  | 421  | 407  | 431  |

| 1962 | 1968 | - | - | - | - | - | - | - |
| ---- | ---- | - | - | - | - | - | - | - |
| 434  | 395  | - | - | - | - | - | - | - |

## Culture locale et patrimoine

### Patrimoine religieux
L'église Saint-Jean-l'Évangéliste date du XIXe siècle. Elle est inscrite à l'Inventaire général du patrimoine culturel.

## Pour approfondir